# Vårgårda kvarn

Vårgårda kvarn på 1940-talet.

Vårgårda kvarn är en kvarn från 1871 i Vårgårda i Västergötland, placerad utmed en fors i Säveån. Kvarnen anlades av Aron Heyman och år 1900 grundande han, utifrån kvarnverksamheten, AB A Heyman som producerade bland annat havregryn, vete, rågflingor och puffat ris. Bolaget blev känt för tillverkningen av Vårgårdaris och Doggy hundfoder. Bolaget producerade även tegel.

## Historia
Kvarnen anlades 1871 av brukspatron Aron Heyman som köpt Wårgårda herrgård 1859. Familjen Heyman hade fram till dess framgångsrikt drivit textilindustri i Göteborg. På herrgården hade man länge odlat havre och inledningsvis användes kvarnen för att täcka ortens behov av havregryn, och den blev därmed Sveriges första havregrynskvarn. Kvarnen byggdes om i början av 1890-talet för att klara en större och modernare produktion och AB A Heyman grundades år 1900. Under 1890-talet femdubblades produktionen från 400 ton till drygt 1000 ton havre per år.
1856 hade Vårgårda anslutits till järnvägsnätet och Heyman lät anlägga ett två kilometer långt eget 
stickspår för att ansluta kvarnen. Efter Aron Heymans bortgång år 1901 valdes Arons son Knut Heyman till disponent och VD. Samma sommar brann kvarnen, men redan vid årsskiftet startade produktionen igen, nu än mer utvidgad och moderniserad. År 1902 började bolaget sälja hundfoder. Ytterligare en stor ombyggnad av kvarnen utfördes 1913 och möjligen var det då den elektrifierades. 1926 tog Ivan Heyman över som disponent och det var han som startade tillverkningen av det populära och än idag – av Lantmännen (AXA) –  tillverkade Vårgårdariset. Idag är kvarnen kopplad till elnätet och producerar elkraft. Tillverkningen av hundmat ingår i Lantmännen Doggy.